# Joe Harris
Joe Malcolm Harris (Chelan, Washington; 7 de septiembre de 1991) es un exjugador de baloncesto estadounidense que disputó 10 temporadas en la NBA. Con 1,98 metros de altura, jugaba en la posición de escolta.

## Trayectoria deportiva

### Universidad

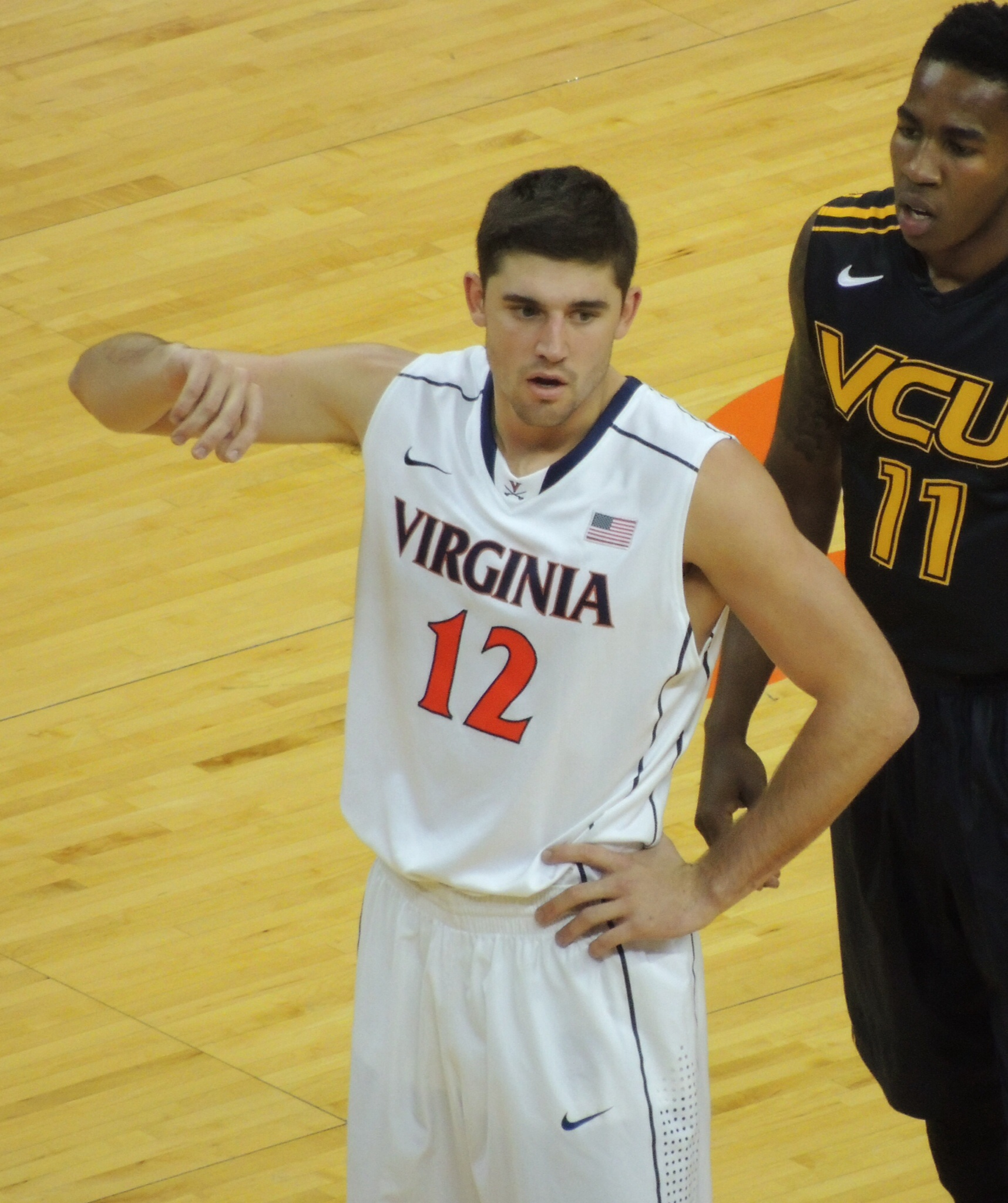
Harris con Virginia en 2013.

Harris llegó a la Universidad de Virginia en 2010 y entró en la alineación titular casi inmediatamente. En su primer año como freshman, promedió 10,4 puntos por partido. En su segundo temporada como sophomore en 2011-12, Harris aumento su anotación a 11,3 puntos por partido (segundo en el equipo después del All-American Mike Scott), también ayudó a liderar a los Cavaliers al Torneo de la NCAA de 2012, la primera entrada en el torneo programada bajo el entrenador Tony Bennett y la primera desde 2007. En el torneo inmediatamente fueron eliminados por Florida en la segunda ronda de la regional oeste.
En su tercer año como júnior, Harris se convirtió en uno de los mejores jugadores de la Atlantic Coast Conference (ACC). Lideró a los Cavaliers a un récord de 23-12, promediando 16,3 puntos y 4 rebotes por partido. Fue nombrado mejor quinteto de la Atlantic Coast Conference (ACC) en la conclusión de la temporada.
Al entrar a su último año como sénior en 2013-14, Harris recibió un importante reconocimiento de la pretemporada. Fue miembro del mejor quinteto de la Atlantic Coast Conference de la pretemporada y fue nombrado a la lista de la pretemporada para el Premio John R. Wooden como jugador nacional del año. En el torneo de la ACC de 2014, se proclamaron campeones de la conferencia, Harris fue elegido MVP del torneo y seleccionado en el mejor quinteto del torneo. En el campeonato de la NCAA vencieron a sus dos primeros rivales antes de ser derrotados por Michigan State en las semifinales de la regional este en la ronda "Sweet 16". En 37 partidos (todos como titular), promedió 12 puntos, 2,9 rebotes y 2,3 asistencias en 28,8 minutos.

#### Estadísticas
| Año     | Equipo   | PJ  | PT  | MPP  | %TC  | %3P  | %TL  | RPP | APP | ROB | TPP | PPP  |
| ------- | -------- | --- | --- | ---- | ---- | ---- | ---- | --- | --- | --- | --- | ---- |
| 2010–11 | Virginia | 31  | 25  | 29.4 | .418 | .417 | .759 | 4.4 | 1.3 | .9  | .4  | 10.4 |
| 2011–12 | Virginia | 32  | 31  | 30.3 | .442 | .380 | .772 | 3.9 | 1.7 | .7  | .4  | 11.3 |
| 2012–13 | Virginia | 35  | 35  | 32.5 | .468 | .425 | .740 | 4.0 | 2.2 | .9  | .5  | 16.3 |
| 2013–14 | Virginia | 37  | 37  | 28.8 | .441 | .400 | .640 | 3.0 | 2.3 | 1.0 | .2  | 12.0 |
| Total   | Total    | 135 | 128 | 30.3 | .442 | .406 | .728 | 3.8 | 1.9 | .9  | .4  | 12.5 |

### NBA

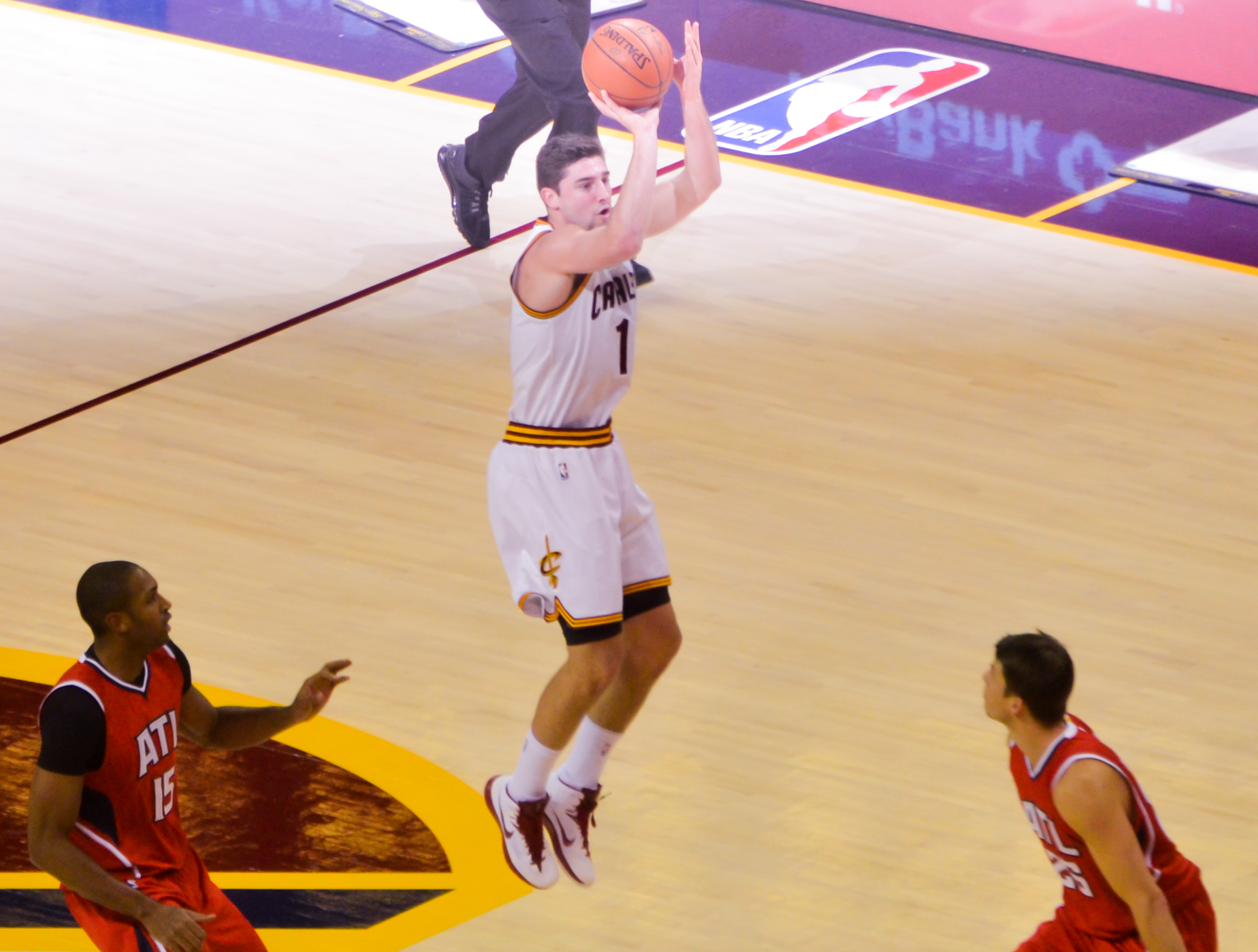
Harris con los Cavaliers en 2014.

El 26 de junio de 2014, Harris fue seleccionado en el puesto número 33 de la segunda ronda del Draft de la NBA de 2014 por los Cleveland Cavaliers. El 24 de julio de 2014, firmó un acuerdo con los Cavaliers.
En enero de 2016 fue traspasado junto a una segunda ronda del draft de 2017 a Miami Heat a cambio de una segunda ronda de 2020, pero fue inmediatamente despedido.
En julio de 2016 firmó un contrato con los Brooklyn Nets por dos temporadas.
El 24 de julio de 2018, renueva con los Nets. El 16 de febrero, durante el All-Star Weekend de 2019, se proclama campeón del concurso de triples. Esa temporada consiguió el mejor porcentaje de tiro de tres de la liga.
El 23 de noviembre de 2020, amplia su contrato con Brooklyn por 4 años y $75 millones. El 31 de enero de 2021, anotó 8 triples ante Washington Wizards. Esa temporada terminó con el mejor porcentaje de tiro de tres de la NBA, la segunda vez que lo consigue en su carrera.
Durante su sexta temporada con los Nets, el 27 de octubre de 2021 ante Miami Heat, se convierte en el máximo triplista de la franquicia, al superar los 813 triples de Jason Kidd. El 14 de noviembre sufría una lesión de tobillo por la que pasó por quirófano el 29 de noviembre. A principios de febrero de 2022, se especuló con una segunda intervención para poder recuperarle. Finalmente, el 3 de marzo, se confirmó una segunda operación de tobillo, con un plazo de recuperación de unos dos meses, por lo que estaría 100% disponible la temporada siguiente.
Tras siete temporadas en Brooklyn, el 30 de junio de 2023 es traspasado a Detroit Pistons. El 8 de febrero de 2024 es cortado por los Pistons.
El 15 de agosto de 2024 anuncia su retirada del baloncesto profesional. En ese momento figuraba en la quinta posición entre los mejores lanzadores de tres puntos de la historia de la liga, con un 43,6% de acierto, solo superado por Steve Kerr, Hubert Davis, Luke Kennard y Dražen Petrović.

## Estadísticas de su carrera en la NBA
|  | Líder de la liga |

### Temporada regular
| Año     | Equipo    | PJ  | PT  | MPP  | %TC  | %3P  | %TL  | RPP | APP | ROB | TPP | PPP  |
| ------- | --------- | --- | --- | ---- | ---- | ---- | ---- | --- | --- | --- | --- | ---- |
| 2014-15 | Cleveland | 51  | 1   | 9.7  | .400 | .369 | .600 | .8  | .5  | .1  | .0  | 2.7  |
| 2015-16 | Cleveland | 5   | 0   | 3.0  | .250 | .250 | —    | .6  | .4  | .0  | .0  | .6   |
| 2016-17 | Brooklyn  | 52  | 11  | 21.9 | .425 | .385 | .714 | 2.8 | 1.0 | .6  | .2  | 8.2  |
| 2017-18 | Brooklyn  | 78  | 14  | 25.3 | .491 | .419 | .827 | 3.3 | 1.6 | .4  | .3  | 10.8 |
| 2018-19 | Brooklyn  | 76  | 76  | 30.2 | .500 | .474 | .827 | 3.8 | 2.4 | .5  | .2  | 13.7 |
| 2019-20 | Brooklyn  | 69  | 69  | 30.8 | .486 | .424 | .719 | 4.3 | 2.1 | .6  | .2  | 14.5 |
| 2020-21 | Brooklyn  | 69  | 65  | 31.0 | .505 | .475 | .778 | 3.6 | 1.9 | .7  | .2  | 14.1 |
| 2021-22 | Brooklyn  | 14  | 14  | 30.2 | .452 | .466 | .833 | 4.0 | 1.0 | .5  | .1  | 11.3 |
| 2022-23 | Brooklyn  | 74  | 33  | 20.6 | .457 | .426 | .643 | 2.2 | 1.4 | .5  | .2  | 7.6  |
| 2023-24 | Detroit   | 16  | 0   | 10.6 | .359 | .333 | .500 | .8  | .6  | .2  | .1  | 2.4  |
| Total   | Total     | 504 | 283 | 24.4 | .479 | .436 | .771 | 3.0 | 1.6 | .5  | .2  | 10.3 |

### Playoffs
| Año   | Equipo    | PJ | PT | MPP  | %TC  | %3P  | %TL   | RPP  | APP | ROB | TPP | PPP  |
| ----- | --------- | -- | -- | ---- | ---- | ---- | ----- | ---- | --- | --- | --- | ---- |
| 2015  | Cleveland | 6  | 0  | 2.7  | .333 | .333 | .750  | .2   | .2  | .0  | .0  | 1.3  |
| 2019  | Brooklyn  | 5  | 5  | 29.8 | .372 | .190 | 1.000 | 4.2  | .6  | .6  | .0  | 8.8  |
| 2020  | Brooklyn  | 2  | 2  | 36.0 | .522 | .583 | .500  | 10.0 | 1.0 | .5  | .0  | 16.5 |
| 2021  | Brooklyn  | 12 | 12 | 36.2 | .398 | .402 | .750  | 3.6  | 1.6 | .3  | .2  | 11.2 |
| 2023  | Brooklyn  | 4  | 0  | 10.9 | .154 | .083 | 1.000 | 1.3  | .0  | .5  | .0  | 1.8  |
| Total | Total     | 29 | 19 | 24.7 | .389 | .354 | .818  | 3.1  | .9  | .3  | .1  | 7.8  |

## Logros y reconocimientos
- Mejor Quinteto de la ACC (2013).
- MVP del Torneo de la ACC (2014).
- Mejor Quinteto del Torneo de la ACC (2014).
- Campeón del Concurso de Triples de la NBA (2019).
- 2 veces líder de la liga en porcentaje de triples en una temporada (2018-19 y 2020-21).